# تلوين (تلوين أساكا)
تلوين هي إحدى مشيخات المملكة المغربية، تتبع جغرافيا لإقليم كلميم وإداريًا لتلوين أساكا. يقدر عدد سكانها بـ 1020 نسمة حسب الإحصاء الرسمي للسكان والسكنى لسنة 2004.